# Лавсонія неколюча
Лавсонія гладенька (Lawsōnia inērmis) — вид рослин родини плакунових. Чагарник висотою до 2 м, який росте в зонах спекотного і сухого клімату. Ночами виділяє специфічний запах.

## Поширення і середовище існування
Поширений у багатьох країнах Північної Африки і Середнього Сходу. В основному вирощується в Індії, Судані та Єгипті.

## Ботанічний опис

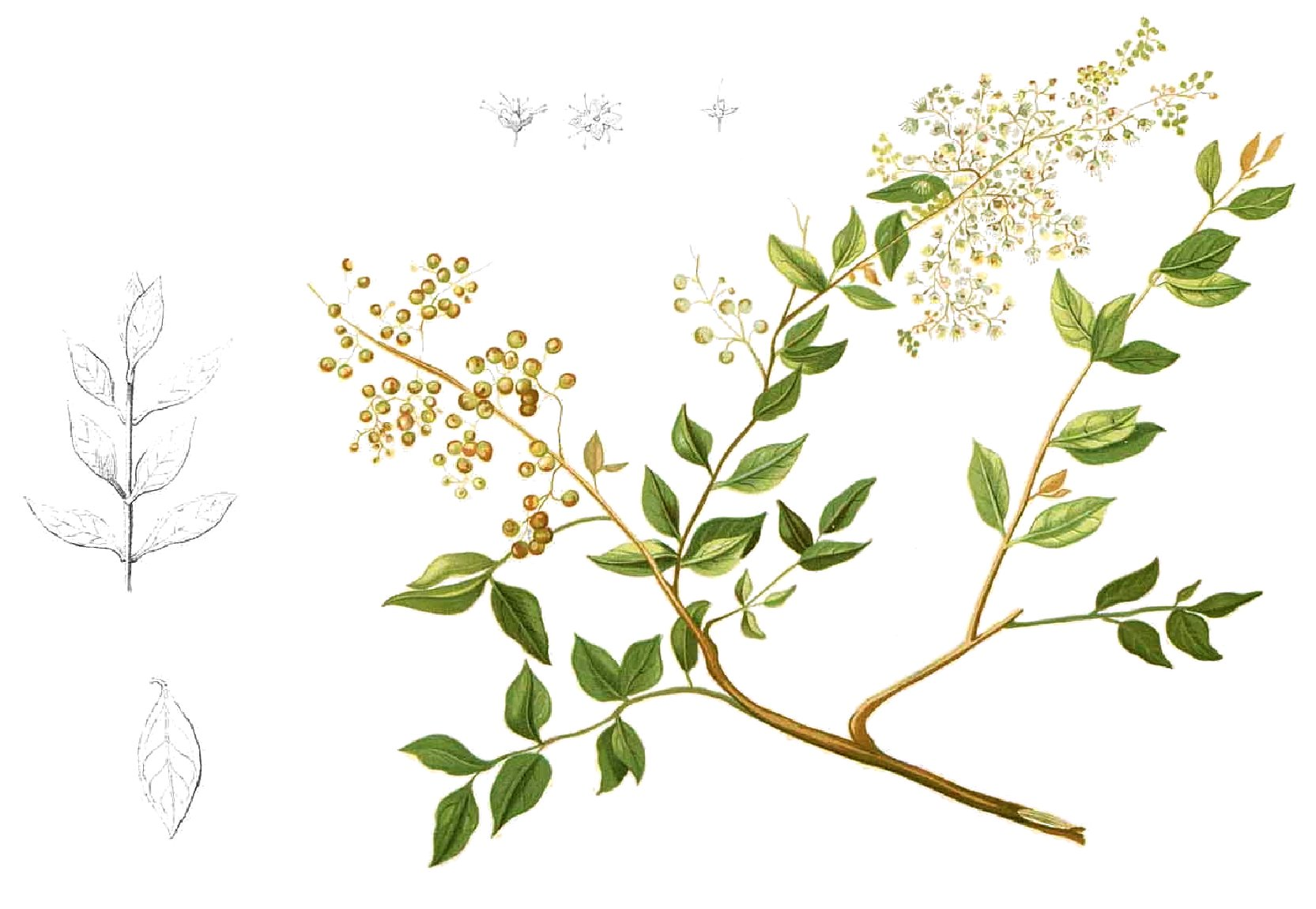
Ботанічна ілюстрація з книги Франциско Мануеля Бланко Flora de Filipinas, 1880-1883

## Господарське значення і застосування
Біло-рожеві квітки використовуються для виготовлення олії.
Із листя, які збирають під час цвітіння, після висушування і розтирання в порошок, виготовляється фарба — хна.
Різні частини рослини використовуються в медицині для обробки ран, лікування захворювань шкіри, хвороб кісток і головних болів.